# Фельдман, Константин Исидорович
Константи́н Исидо́рович Фе́льдман (первоначальное отчество — Изра́илевич; 14 января 1887, Одесса, Херсонская губерния — 1968, Москва) — российский революционер, драматург, прозаик, переводчик, критик, организатор кинопроизводства, член Союза писателей СССР. Работал также под псевдонимом К. Полевой.

## Биография
Родился 14 января 1887 года в Одессе в многодетной еврейской семье, отец — хлеботорговец. Окончил одесскую гимназию Ровнякова, летом 1905 года готовился к поступлению в Новороссийский университет. Являлся членом одесской группы РСДРП, меньшевик. Сотрудничал в газетах «Социал-демократ», «Искра» (1904—1905).
В 1905 году в качестве делегата от «Соединённой комиссии» прибыл на восставший броненосец «Потёмкин» и участвовал в восстании. Призывал матросов к захвату города, написал текст обращения ко всему миру с требованием поддержки революционных матросов. На броненосце носил матросскую форму, выдавал себя за члена команды, имел клички «Василий Иванов» и «Студент». Под видом матроса дважды принимал участие в переговорах восставших с командованием Одесского военного округа, выдвигая дерзкие ультиматумы властям.
23 июня 1905 года, во время попытки захвата барж с углём в порту Феодосии был схвачен солдатами 52-го Виленского пехотного полка. Под арестом выдавал себя за матроса броненосца «Потёмкин» Готлиба Вайнберга, но был опознан. Находился под арестом на Главной севастопольской крепостной гауптвахте, но 13 августа 1905 года смог совершить побег совместно с караульным — рядовым 50-го пехотного Белостокского полка Мордкой Штрыком.
Скрывался в Румынии, а затем во Франции, где окончил Юридическую школу и филологический факультет Сорбонны. В 1908 выпустил в Лондоне на английском языке книгу «Восстание на „Потёмкине“».
После Февральской революции вернулся в Россию. В первые годы после Октябрьской революции — заведующий киноотделом Московского центрального рабочего кооператива (МЦРК). Один из основателей и директор кинотоварищества «Факел» (1921—1923). В 1924 году — заведующий киносекцией Московского городского совета профессиональных союзов (МГСПС). В 1925—1926 годах — член правления и художественного совета акционерного общества «Пролеткино», с октября 1925 года — директор 1-й фабрики «Пролеткино». В роли самого себя снялся в фильме С. М. Эйзенштейна «Броненосец Потёмкин».
Осенью 1926 года был арестован по делу шестнадцати руководящих работников «Госкино» и «Пролеткино», обвинённых в бесхозяйственности и злоупотреблении служебным положением. 22 апреля 1927 года в ходе судебного заседания Московского губернского суда был оправдан.
В 1927 году — редактор Одесской кинофабрики ВУФКУ. Член художественного совета кинофабрики. В качествеве редактора участвовал в создании фильмов «Лесной человек», «Звенигора».
В 1928—1929 годах выступал со статьями на страницах журнала «Советский экран» и вёл рубрику «Что на экране». Научный сотрудник Государственной академии художественных наук (ГАХН). Театральный критик в газете «Вечерняя Москва» (1926—1936), заведующий литературной частью Театра революции (1936—1948). Автор сценария фильма «Чёрный парус» (совм. с Г. Зелонджевым-Шиповым, 1929). Член Союза писателей СССР.
Умер в 1968 году. Прах захоронен в колумбарии на Донском кладбища.

### Семья
- Отец — Израиль Петрович Фельдман, хлеботорговец, в 1905 году семья проживала в Одессе на улице Херсонской, дом. 21[4]. Мать — Анна Соломоновна Фельдман.
- Братья[4]:
  - Маркус Исидорович Фельдман, врач.
  - Григорий Исидорович Фельдман, зубной врач.
  - Александр Исидорович Фельдман (1880—1960), советский оториноларинголог, доктор медицинских наук (1934), профессор (1934), заслуженный деятель науки РСФСР (1940)[24][30].
  - Владимир Исидорович Фельдман (1887—1953), советский дерматовенеролог, профессор (1938) и заведующий кафедрой кожных и венерических болезней Саратовского медицинского института.
- Сёстры[4]:
  - Вера Исидоровна Фельдман, была замужем за врачом Моргулисом.
  - Надежда Исидоровна Фельдман (1884—1953), была замужем за доктором Иваном Семеновичем Атаровым. Похоронена на Армянском Ваганьковском кладбище.
  - Любовь Исидоровна Фельдман (Кричевская). Похоронена на Армянском Ваганьковском кладбище.

## Произведения
Источник — электронные каталоги РНБ
- Фельдман К. И. Броненосец «Потёмкин». Рассказ участника. — М.: Детгиз, 1955. — 223 с.
- Фельдман К. И. Броненосец «Потёмкин»: Воспоминания участника. — М.: Воениздат, 1938. — 110 с.
- Фельдман К. И. Броненосец «Потёмкин»: Повесть: Для старш. возраста. — М.—Л.: Дет. издат., 1937. — 156 с. — 25 300 экз.
- Фельдман К. И. Броненосец «Потёмкин»: Рассказ участника. — М.: Дет. лит., 1964. — 255 с. — 50 000 экз.
- Фельдман К. И. Восстание на «Потёмкине» 1905 г.: Воспоминания участника. — М.: Гос. воен. изд-во, 1935. — 94 с. — 30 000 экз.
- Фельдман К. И. Красный флотъ: Черноморскій флотъ и революція: (1905—1917 г.). — Петроград: Скобелев ком., 1917. — 29 с.
- Фельдман К. И. Красный флотъ: [Черноморскій флотъ и революція. (1905—1917)]. — 2-е изд. — Петроград: Народная воля, 1917. — 29 с.
- Фельдман К. И. Потемкинское восстание (14—25 июня 1905 г.): Воспоминания участника. — Л.: Прибой, 1927. — 139 с. — 3000 экз.
- Фельдман К. И. Собор Парижской богоматери: Пьеса в 5 актах, 11 карт.: По роману В. Гюго. — М.: Искусство, 1939. — 124 с. — 550 экз.
- Фельдман К. И. Фельдмаршал: Драм. хроника о фельдмаршале Суворове в 5 д., 9 карт. — М.: Искусство, 1939. — 134 с. — 1075 экз.
- Constantine Feldmann. The Revolt of the «Potemkin». London: William Heinemann, 1908.
- Фельдман К. Л. Б. Красин и кино // Кино : газета. — 1926. — 4 декабря (№ 49 (169)). — С. 2.
- Фельдман К. «Первый корнет Стрешнёв» // Кино : газета. — 1928. — 9 октября (№ 41 (265)). — С. 3.
- Фельдман К. Проблемы тематического планирования агитпропфильмы (к составлению тематического плана Союзкино на 1932 год) // Пролетарское кино. — 1931. — № 8. — С. 23—29.

### Переводы
- Скриб Э. Лестница славы: Пьеса в 5 д / Пер. и перераб. К. Фельдмана. — М.: Цедрам, 1936. — 80 с. — 2150 экз.
- Скриб Э. Стакан воды: Комедия в 5 д. / Пер. с фр. К. Фельдмана. — М.—Л.: Искусство, 1940. — 140 с.[31]
- Гюго В. «Человек, который смеётся»
- Эмар Г. Твёрдая Рука / Пер. с фр. К. Полевого. — М.: Терра, Лит., 1999. — 381 с. — ISBN 5-300-02460-0.
- Буссенар Л. Капитан Сорви-голова / Пер. с фр. К. Полевого. — М.: Вагриус, 2002. — 286 с. — ISBN 5-264-00835-3.